# Jean François Dumareix
Jean François Dumareix, né le 28 janvier 1767 à Bussière-Galant (Haute-Vienne), mort le 30 septembre 1826 à Valenciennes (Nord), est un militaire français de la Révolution et de l’Empire.

## États de service
Il entre en service le 19 avril 1784, comme soldat au régiment de La Sarre, caporal le 19 octobre 1786, il fait les campagnes de 1790 et 1791, en Amérique, avant d’être congédié le 15 octobre 1791.
Le 17 octobre 1791, il intègre le 1er bataillon de volontaires de la Charente, il passe adjudant sous-officier le 25 février 1792, et le 15 août suivant, il devient capitaine de la 9e compagnie franche du Nord incorporé le 15 janvier 1793, dans le 1er bataillon du Hainaut. Il prend part de 1792 à l’an II, aux batailles de l’armée du Nord, et le 8 octobre 1793, dans la première sortie que fait la garnison de Maubeuge, il combat seul contre 12 Autrichiens qui l’enveloppaient, parvient à se tirer de leurs mains après en avoir tué 3 et blessé 2. Le 26 avril 1794, devant Charleroi, il est blessé d’un coup de sabre à la main droite. 
De l’an III à l’an VIII, il fait les campagnes des armées de Sambre-et-Meuse, et d’Italie. Il reçoit un coup de feu au cou à la bataille de Castiglione le 5 août 1796, et un autre coup de feu à l’aine droite à la bataille de Rivoli le 14 janvier 1797. Le lendemain il gravit le premier le rocher d’Aspine, malgré le feu de l’ennemi. Les soldats encouragés par son exemple, se précipitent sur ses pas, et culbute les Autrichiens. Dans cette affaire, il reçoit une nouvelle blessure au bras droit. Le 26 mars 1799, devant Vérone, il soutient les efforts de la cavalerie ennemie qui cherche à rompre le 1er bataillon formé en colonne, la repousse vigoureusement, et est blessé d’un coup de feu au pied gauche. Le 27 avril 1799, à Cassano il fait mettre bas les armes à un bataillon de grenadiers hongrois, et reçoit une cinquième blessure au pied droit. Sa conduite pendant cette journée lui vaut le grade de chef de bataillon sur le champ de bataille. Employé en cette qualité au 17e régiment d’infanterie légère, il enlève de vive force, le 24 septembre 1799, la place de Villafranca en Piémont, défendu par 900 hommes d’infanterie, 200 cavaliers et 3 pièces de canon. Le 4 novembre suivant, à l’affaire de Savillan, il reçoit un sixième blessure à la cuisse droite, et il est fait prisonnier.
Rentré de captivité le 24 février 1801, il fait la campagne de cette année à l’armée de réserve, et à celle des Grisons, puis il vient tenir garnison à Blois, où il reste durant les ans X et XI. Il reçoit son brevet de major le 22 décembre 1803, au 21e régiment d’infanterie légère, et il est fait chevalier de la Légion d’honneur le 25 mars 1804.
De l’an XII à l’an XIV, il est employé au camp de Boulogne et sur les côtes de l’Océan. En 1806, il fait la campagne de Hollande, puis celle de 1807 et 1808, à l’armée de réserve du Nord. Le 31 mars 1809, il est promu colonel dans la 12e demi-brigade provisoire de ligne, et il passe à la 1re légère le 15 août suivant, avec laquelle il prend part aux opérations de l’armée d’Allemagne de cette année là.
De 1810 à 1812, il fait partie des armées d’Espagne et du Portugal. Il est créé baron de l’Empire le 30 juin 1810, et il est nommé commandant du 70e régiment d’infanterie de ligne le 13 juin 1811. Il est élevé au grade d’officier de la Légion d’honneur le 26 août 1811. Le 22 juillet 1812, à la bataille de Salamanque, il est blessé une huitième fois, à la hanche gauche.
De retour en France, il prend le commandement du département de Loir-et-Cher le 31 octobre 1813, puis il passe commandant d’armes de la place de Maubeuge le 23 octobre 1814. Le roi Louis XVIII le fait chevalier de Saint-Louis le 26 octobre suivant. Pendant les Cent-Jours, il conserve ses fonctions, et il est mis en non activité au retour des Bourbons le 1er octobre 1815. Il est admis à la retraite le 1er juillet 1818.
Il meurt le 30 septembre 1826, à Valenciennes.

## Dotation
- Dotation de 4 000 francs de rente annuelle sur les biens réservés en Hanovre le 15 août 1809.

## Armoiries
| Figure | Nom du baron et blasonnement |
| ------ | --- |
|        | Armes du baron Jean François Dumareix et de l'Empire, décret du 15 août 1809, lettres patentes du 30 juin 1810, officier de la Légion d'honneur Coupé le premier parti d'or au vol ouvert de sable et de gueules au signe des barons tirés de l'armée ; le deuxième d'azur au chevron d'or, accompagné en chef de deux étoiles d'argent et en pointe d'un lion couché d'or tenant de la dextre une branche de laurier du même. Livrées : les couleurs de l'écu. |

## Sources
- A. Lievyns, Jean Maurice Verdot, Pierre Bégat, Fastes de la Légion-d'honneur, biographie de tous les décorés accompagnée de l'histoire législative et réglementaire de l'ordre, Tome 4, Bureau de l’administration, 1844, 640 p. (lire en ligne), p. 339-340.
- « Cote LH/841/76 », base Léonore, ministère français de la Culture
- « La noblesse d’Empire » (consulté le 20 février 2017)
- Vicomte Révérend, Armorial du premier empire, tome 2, Honoré Champion, libraire, Paris, 1897, p. 100.
- Léon Hennet, Etat militaire de France pour l’année 1793, Siège de la société, Paris, 1903, p. 358.
- Jean François Dumareix  sur roglo.eu
- Danielle Quintin et Bernard Quintin, Dictionnaires des colonels de Napoléon, S.P.M., 2013, 978 p. (ISBN 978-2-296-53887-0, lire en ligne)